# Michael Pittman Jr.
(en) Statistiques sur pro-football-reference
Michael Pittman Jr., né le 5 octobre 1997 à Bakersfield (Californie), est un joueur américain de football américain évoluant au poste de Wide receiver en National Football League (NFL) pour la franchise des Colts d'Indianapolis.
Auparavant il avait joué au niveau universitaire pour les Trojans de l'USC (2016-2019) au sein de la NCAA.